# Canary Wharf (stacja metra)
Canary Wharf – podziemna stacja metra w Londynie, położona w dzielnicy Tower Hamlets. Została otwarta w 1999. Od początku zakładano, iż stanie się wizytówką nowego odcinka Jubilee Line, będącego największą inwestycją w metrze od początku lat 70. XX wieku. Z tego względu do jej zaprojektowania zatrudniony został światowej sławy architekt Norman Foster. Stacja jest zdecydowanie największą ze wszystkich na nowym odcinku, ponieważ znajduje się w samym sercu biznesowego kompleksu Canary Wharf i z tego względu przewidywano, iż będzie ją odwiedzać nawet 50 tysięcy pasażerów dziennie. W rzeczywistości liczba ta dochodzi nawet do 70 tysięcy, co daje ok. 41,6 mln osób w skali roku. Należy do drugiej strefy biletowej.